# Hippolita
A Hippolita a Hippolit férfinév női párja.

## Rokon nevek
- Hippia:[1] Madách Imre névalkotása Az ember tragédiája című művében, valószínűleg a Hippolita névből alkotta meg.[2]
- Ippolita:[1] a Hippolita olasz változata.[3]

## Gyakorisága
Az 1990-es években a Hippolita, Hippia és Ippolita szórványos név volt, a 2000-es években nem szerepelnek a 100 leggyakoribb női név között.

## Névnapok
Hippolita, Hippia, Ippolita
- augusztus 13.,[2][3]